# 北海道学生サッカー連盟
北海道学生サッカー連盟（ほっかいどうがくせいサッカーれんめい）は、北海道の大学サッカー部で構成された競技運営団体。全日本大学サッカー連盟傘下にある。

## 加盟校
2024年のリーグ編成は以下の通り。

### 1部リーグ
- 北海道教育大学岩見沢校（サッカー部）
- 札幌大学（サッカー部）
- 北翔大学
- 北海学園大学
- 東海大学札幌校舎
- 北海道大学

### 2部リーグ
- 星槎道都大学
- 札幌国際大学
- 北海道教育大学旭川校
- 札幌医科大学
- 札幌大谷大学
- 北星学園大学
- 室蘭工業大学
- 釧路公立大学

### 3部リーグ
- 小樽商科大学
- 北海道科学大学
- 北海道教育大学函館校
- 北海道教育大学札幌校
- 北海道大学医学部
- 北海道教育大学釧路校
- 旭川医科大学
- 酪農学園大学
- 北海道文教大学
- 北海道医療大学